# Expédition de Walcheren
 (mai 2012).
Si vous disposez d'ouvrages ou d'articles de référence ou si vous connaissez des sites web de qualité traitant du thème abordé ici, merci de compléter l'article en donnant les références utiles à sa vérifiabilité et en les liant à la section « Notes et références ».
Cinquième Coalition
Batailles
Campagne d'Allemagne et d'Autriche
- Sacile
- Teugen-Hausen
- Raszyn
- Abensberg
- Landshut
- Eckmühl
- Ratisbonne
- Neumarkt
- Radzymin (en)
- Caldiero
- Dalmatie
- Ebersberg
- Piave
- Malborghetto
- Linz (en)
- Essling
- Sankt Michael
- Stralsund
- Raab
- Gratz
- Wagram
- Korneuburg
- Stockerau
- Gefrees (en)
- Hollabrunn
- Schöngrabern (en)
- Znaïm
- Ölper

Batailles navales
- Martinique
- Sables-d'Olonne
- Île d'Aix
- Walcheren
- Lissa
- Pelagosa

Campagne de l'île Maurice
- Sainte-Rose
- Saint-Paul
- Île Bonaparte
- Grand Port
- Île de France
- Tamatave

Campagne d'Espagne
Rébellion du Tyrol
L'expédition de Walcheren (30 juillet - 10 décembre 1809) est une opération militaire britannique, en Zélande en 1809. Dans la plus importante attaque de cette même année, environ 40 000 soldats et 6 000 chevaux avec l'artillerie traversent la mer du Nord.
Le but de l'opération est d'attaquer la base navale d'Anvers contrôlée par l'Empire français et faire diversion pour aider les Autrichiens (qui viennent de perdre la bataille de Wagram).
L'expédition n'impliqua que peu de combat, mais de lourdes pertes dues à la maladie surnommée « Fièvre de Walcheren ». Sur les plus de 4 000 victimes anglaises de l'expédition, seules 106 sont mortes au combat ; les survivants se sont retirés le 9 décembre.

## Circonstances
Le 29 juillet 1809, une flotte de la Royal Navy composée de 22 vaisseaux de ligne et de 120 autres bâtiments de guerre faisant voile au nord de l'île de Walcheren est signalée au général Monnet. 
Le système de défense qu'adopte le gouverneur en cette circonstance est inapproprié, il n'oppose en effet à l'ennemi qu'une faible partie des troupes sous ses ordres et ne peut empêcher le débarquement de 18 000 ou 20 000 Britanniques.
Du 3 au 8 août, les Britanniques construisent leurs batteries devant Flessingue et retranchent sa ligne de contrevallation. En le laissant approcher de la place presque sans résistance, le général français commet ainsi une faute capitale dont les Britanniques sauront tirer parti.

## Capitulation de Flessingue

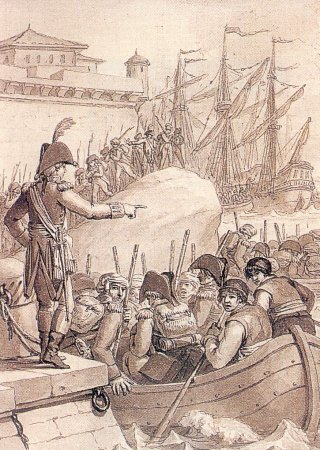
Les Britanniques quittant Walcheren.

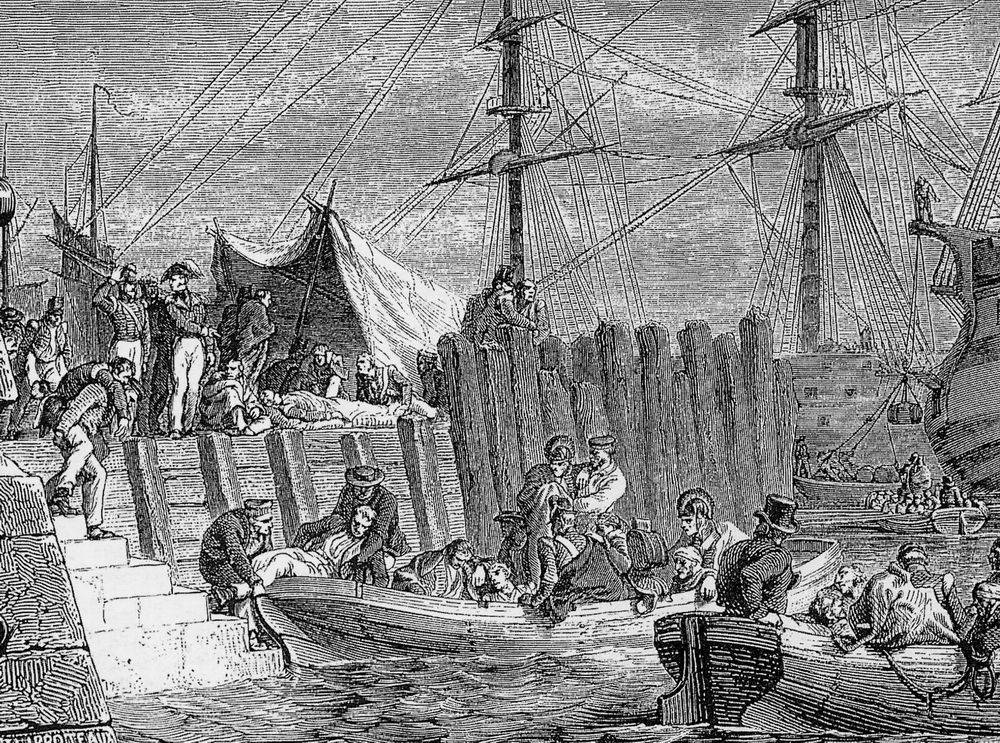
Évacuation de Walcheren par les Anglais par Henri Félix Emmanuel Philippoteaux.

Le 13 au matin, ils démasquent 6 batteries armées de 14 mortiers, 16 obusiers et 10 pièces de canon de 36. Le feu est entretenu pendant deux jours et deux nuits. Une grande quantité de fusées à la Congreve est jetée sur la ville. Dans la matinée du 15, le feu des assiégeants recommence avec la même intensité, alors que du côté de la place on ne lui réplique que très mollement. L'incendie se déclare dans plusieurs quartiers à la fois. Pensant avoir fait tout ce que lui commandait l'honneur, le général Monnet ne soutient le siège que seize jours, et capitule le 15 août. 
La garnison obtient les honneurs de la guerre, mais est faite prisonnière et envoyée en Grande-Bretagne, au grand désespoir de la troupe, bien loin de s'attendre à cette condition. Lorsqu'elle manifeste la résolution de se défendre, il n'est plus temps : déjà les Britanniques occupent les portes. 
4 000 hommes mettent bas les armes et sont conduits à Veere pour y être embarqués immédiatement. Lord Chatham ne voulut pas même en excepter les généraux et les officiers. 
Avant de capituler, il reste encore au gouverneur un moyen énergique. Il a sous ses ordres le général Pierre Jacques Osten, un Flamand dont les Britanniques ont apprécié la bravoure et la résolution.
Le général Pierre Jacques Osten combat avec la plus grande bravoure à la tête d’une poignée d'hommes ; mais il succombe, accablé par le nombre, et est contraint de se rendre. Après lui avoir publiquement témoigné son estime pour sa conduite militaire, Lord Chatham le fait embarquer pour le Royaume-Uni. Osten, après avoir brisé ses fers, se sauve sur une barque ouverte et rejoint les côtes de France.

## La reconquête
Le 7 septembre suivant, il ne reste pas un seul vaisseau britannique en face de la ligne de défense, si puissamment organisée par l'amiral français Missiessy. 
Bourke se porte en toute hâte à Anvers, où il rentre à la tête de sa brigade, le 15 novembre 1809 dans le fort de Bath, et à Flessingue, le 15 novembre suivant.

## Ordre de bataille

### Corps britannique expéditionnaire à Walcheren
- Commandant-en-chef : général Lord Chatham
- Commandant-en-second : lieutenant général Eyre Coote[4]
- Chef-d'état-major : Sir Robert Brownrigg[4]

- Royal Artillery[4]
  - Général de brigade John Macleod, 
    - Batterie H (en), Royal Horse Artillery
    - 2 brigades (compagnies), 2e bataillon, Royal Artillery
    - 8 brigades, 3e Bataillon, Royal Artillery
    - 2 brigades, 5e Bataillon, Royal Artillery
    - 4 brigades, 9e Bataillon, Royal Artillery
- 1er division[4]
  - Lieutenant général John Craddock
    - Major général Thomas Graham : trois bataillons d'infanterie
    - Major général William Houston : trois bataillons d'infanterie
- 2e division[4]
  - Lieutenant général George Gordon
    - Major général Dyott (en) : trois bataillons d'infanterie
    - Général de brigade Montresor : trois bataillons d'infanterie
- 3e division[4]
  - Lieutenant général Thomas Grosvenor
    - Major général James Leith : trois bataillons d'infanterie
    - Général de brigade Acland (en) : trois bataillons d'infanterie
- 4e division[4]
  - Lieutenant général Alexander Mackenzie Fraser (en)
    - Général de brigade Browne (en) : quatre bataillons d'infanterie
    - Major général Thomas Picton : trois bataillons et demi d'infanterie
- Division légère[4]
  - Lieutenant général James, comte de Rosslyn
    - Major général William Stewart : trois bataillons d'infanterie
    - Major général von Linsingen : 3e dragons (en), 12e dragons légers (en), 2e hussards KGL
    - Victor von Alten : deux bataillons d'infanterie légère KGL
- Réserve[4]
  - Lieutenant général John Hope
    - Général de brigade Disney (en) : 1er et 3e bataillons du 1er régiment d'infanterie de la Garde, compagnies de flanc et 2e bataillons des 2e et 3e régiments
    - Major général Sir William Erskine: 20e régiment d'infanterie, un bataillon du 92e (en)
    - Major général George Ramsay, 9e comte de Dalhousie : trois bataillons d'infanterie
- Troupes Légères, attachées à l'aile gauche de l'Armée[4]
  - Général de brigade Francis de Rottenburg : bataillon du 68e léger (en), 1er bataillon du 71e léger, bataillon du 85e (en)
  - Général de brigade Thomas Mahon (en) : 9e dragons légers (en)

### Forces françaises
Initialement :
- 1er bataillon colonial
- 1er bataillon de déserteurs
- 1er bataillon de la Légion irlandaise
- Deux bataillons du Régiment de Prusse
- 6e bataillon de vétérans, deux compagnies du 2e bataillon de vétérans, artillerie vétérans
- Artillerie des gardes-côtes

Renforts :
- 1er août :
  - 4e bataillon de la 8e demi-brigade provisoire : deux compagnies des 22e, 45e et 54e de ligne
  - détachements des 72e et 108e de ligne
- 4 août : trois compagnies du 4e bataillon du 48e de ligne
- 6 août : 
  - 8e demi-brigade provisoire : 5e bataillons des 13e et 27e légers
  - trois compagnies du 4e bataillon du 48e de ligne
- 9 août :
  - 5e régiment d'infanterie hollandais
  - 4 000 gardes nationaux
  - 1er, 2e et 3e bataillons du 48e de ligne
- 14 août :
  - 8 000 gardes nationaux
- 15 août :
  - Détachement des 26e, 66e et 82e de ligne
  - 8e demi-brigade
  - Dragons de la 1re division militaire, 26e et 28e chasseurs à cheval
- 16 août : 4 000 soldats hollandais

## Bilan
Il résulte des débats qui ont eu lieu dans les deux chambres du parlement britannique, que cette expédition aura coûté au Royaume-Uni plus de 4 000 hommes morts en grande majorité à cause de la malaria et 3 millions de livres sterling. 
Le coup de main de Flessingue préoccupe vivement l'empereur Napoléon, et lui cause un vif mécontentement. En 1811, il se rend lui-même inspecter l'escadre de l'Escaut. Il soumet les circonstances du siège à un conseil d'enquête qui se prononce contre le général Monnet.
Un conseil de guerre, saisi de l'affaire, déclare Monnet coupable de lâcheté et de trahison, et le condamne à mort par contumace.
Ce général rentre en France en mai 1814, au retour des Bourbons et fait appel de ce jugement devant Louis XVIII.